# 小行星9192
小行星9192（英語：9192）是一颗围绕太阳公转的小行星。1992年1月14日，上田清二、金田宏在钏路市发现了此天体。
这颗小行星的绝对星等为236.25114等。